# Callitropsis
Callitropsis is de botanische naam van een geslacht uit de cipresfamilie (Cupressaceae).

## Soorten
- Callitropsis nootkatensis
- Callitropsis vietnamensis